# Mesna
El 2-sulfaniletansulfonato de sodio, más conocido como Mesna, es un agente detoxificante utilizado para prevenir la cistitis hemorrágica que puede aparecer en pacientes con cáncer que reciben ciclofosfamida y otros antineoplásicos alquilantes de la familia de las mostazas nitrogenadas.

Mesna

## Mecanismo de acción
El mesna forma un complejo con la acroleína, el metabolito de la ciclofosfamida que produce toxicidad en la vejiga urinaria.

Acroleína

## Presentación
Solución inyectable en ampolletas de 400 mg.

## Precauciones
El mesna no previene la cistitis hemorrágica en todos los pacientes.
No debe administrarse a paciente que sean alérgicos al compuesto. Se han reportado alergias en pacientes con trastornos autoinmunes.
Al ser administrado junto con la ciclofosfamida, debe tomarse una muestra de orina en la mañana para detectar hematuria.